# Xie Yu (tir)
Dans ce nom, le nom de famille, Xie, précède le nom personnel.
Pour les articles homonymes, voir Xie Yu.
Xie Yu (谢瑜), né le 12 juin 2000 dans le Guizhou, est un tireur chinois. 
Le tireur chinois est champion olympique à l'épreuve du pistolet à 10 m air comprimé lors des Jeux olympiques d'été de 2024.